# Березый
Бере́зый — город Черниговского княжества на правом берегу реки Десна, притока Днепра, упоминаемый в летописях.

## Общие сведения
Березый располагается в 36 км восточнее Чернигова, на территории современного посёлка Березна. Впервые упоминается в Ипатьевской летописи в 1152 году по поводу отражения нападения половцев.

## История
Березый возник в XI веке, как княжеская крепость на пути между Черниговом и Новгородом-Северским. Около 1156 года Березый вместе с Вщижем выделяется черниговским князем Святославом Ольговичем в самостоятельное удельное Вщижское княжество. В 1239 году город подвергся нападению войск хана Батыя.

## Проведённые исследования
Городище Березый обнаружено археологами в XVIII веке. Ныне оно располагается в центре посёлка Березна, на невысоком мысу при слиянии двух ручьев — Сухоносовка и Клевень. Состоит из двух площадок общей площадью 1,5 га. Мощность культурного слоя 0,2—0,3 м. С востока и юго-востока к городищу примыкали открытые посады.
В северной части городища имеется некрополь из 32 курганов. Раскопками 16 из них, в 1881 году занимался Дмитрий Самоквасов. Его экспедицией найдены захоронения в деревянных гробах XI—XII веков. Они содержали мелкие артефакты (проволочные, из серебра и меди, височные кольца, бронзовые пуговицы и т. п.).
В 1981 и 1989 годах городище исследовалось группой Владимира Коваленко. Была обнаружена двухъярусная гончарная печь XII—XIII веков. Найдены также остатки железоделательного и кузнечного оборудования тех лет.